# Cantone di El Pangui
Il cantone di El Panguie è un cantone dell'Ecuador che si trova nella provincia di Zamora Chinchipe.
Il capoluogo del cantone è El Pangui.